# 테르뇌전

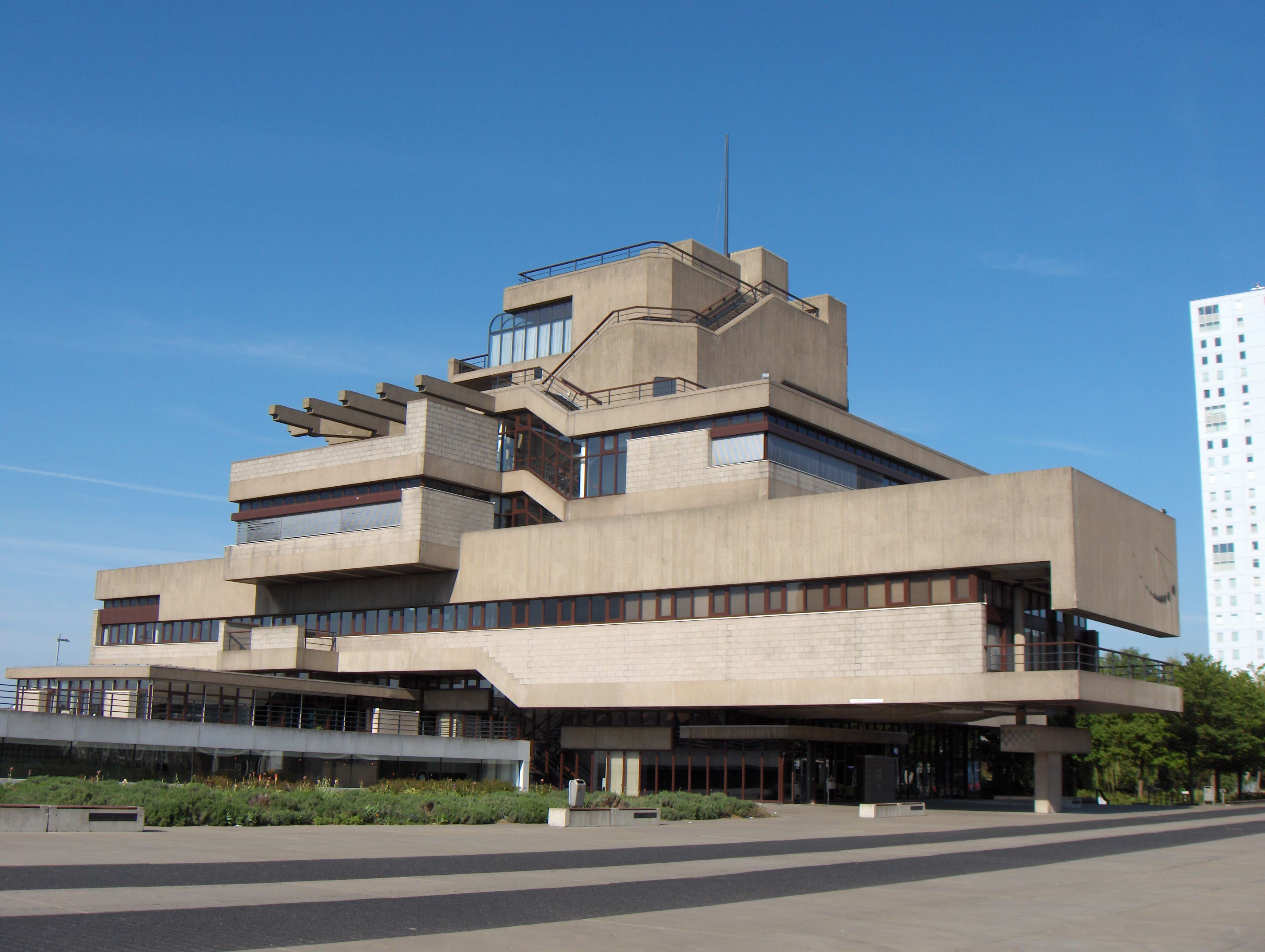
테르뇌전 시청

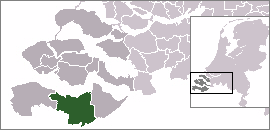
테르뇌전의 위치

테르뇌전(네덜란드어: Terneuzen)은 네덜란드 남서부 제일란트주의 도시로 면적은 317.76km2, 높이는 4m, 인구는 54,771명(2014년 5월 기준), 인구 밀도는 219명/km2이다.

시기
시 문장